# حزما
حزما (به عربی: حزما) یک شهرک در فلسطین است.

## خصوصیات
حزما ۵٬۷۰۰ نفر جمعیت دارد.